# Германский таможенный союз

Территория Германского таможенного союза.
Синий — территория Пруссии,
серый — регионы присоединившиеся к Союзу до 1866 года,
жёлтым — регионы присоединившиеся к Союзу после 1866 года,
красным — границы Германского союза на 1828 год

Герма́нский тамо́женный сою́з (нем. Deutscher Zollverein) — бывшая организация большинства германских государств, согласившихся отменить все таможенные преграды между собой, а из пошлин, взимаемых на границах территории союза, образовать общую кассу, с распределением её доходов между участниками, соответственно числу жителей.

## История
Образование по окончании Наполеоновских войн Германского союза не решило проблемы экономического и таможенного объединения Германских земель. Несмотря на то, что в Союзном акте 1815 года говорилось, что «члены Союза оставляют за собой право обсудить на 1-м заседании Союзного сейма (совета, собрания) во Франкфурте-на-Майне вопросы торгового и транспортного сообщения», ни на первом, ни на последующих его заседаниях этот вопрос так и не был решен.
В этих условиях королевство Пруссия в 1818 году приняла новый таможенный закон, уничтоживший все таможенные границы в рамках Прусского королевства и провозгласивший свободу передвижения между всеми его провинциями. Этот закон установил также покровительственный таможенный тариф для прусских товаров.
Ещё в 1819 году на Венской конференции германских правительств делегаты Пруссии выступили с инициативой распространить действие прусского таможенного закона на весь Союз. Резкая антипрусская реакция австрийского правительства, усмотревшего в этом предложении угрозу своим «суверенным правам», провалила это предложение, не поддержанное и другими германскими государствами.
Тем не менее Пруссия, в период 1819—1830 годов, заключила ряд договоров с мелкими немецкими государствами (Шварцбург-Зондерсхаузен и Шварцбург-Рудольштадт, Саксен-Веймар-Эйзенах, Липпе-Детмольд, Ангальт, Мекленбург-Шверин, Саксен-Кобург-Гота), в силу которых внутренние торговые сношения между означенными государствами и Пруссией были освобождены от всяких пошлин, а по договору с Гессен-Дармштадтом, сверх того, должно было произойти полное таможенное объединение.
18 января 1828 года Бавария и Вюртемберг заключили договор, установивший между ними таможенное объединение, под именем Южно-Германский таможенный союз.
Третий союз (между Саксонией, Ганновером, Гессен-Касселем, большинством тюрингенских герцогств, Брауншвейгом, Ольденбургом и Франкфуртом-на-Майне) был основан 24 сентября 1828 года, под именем Среднегерманский торговый союз; который вскоре распался.
После долгих переговоров, 24 марта 1833 года состоялось объединение Баварско-Вюртембергского и Прусско-Гессенского союзов; вскоре к нему пристала и Саксония, а также восемь тюрингенских герцогств, входивших раньше в состав Среднегерманского торгового союза. Таким образом, 1 января 1834 года был основан на 8 лет большой Прусско-Германский таможенный союз, включавший вначале 18 государств, площадью 719 тыс. км²[уточнить], с 23 млн жителей; впоследствии к нему примкнули многие другие немецкие государства.
Реальному таможенному и экономическому объединению в рамках Таможенного союза Австрия могла противопоставить лишь формальное политическое объединение германских государств в рамках Германского союза, решающую роль в котором она играла. Попытки Австрии проникнуть в Таможенный союз и подчинить его Союзному сейму, подорвав тем самым позиции Пруссии, либо создать новый под своей эгидой были сорваны Пруссией.
Стремление немецкого народа к единству нашло в германском таможенном союзе, по крайней мере на почве материальных интересов, некоторое удовлетворение, которого не давал ему в политическом мире Германский союз. Однако относительно некоторых предметов, таких как соль, сохранились в силе запрещения ввоза, относительно других — транзитные пошлины. Установление общей системы мер и весов, а также общей монетной системы, составляло, по крайней мере теоретически, одну из задач союза. Главный недостаток союза состоял в том, что он представлял собой соединение суверенных государств на началах международного права, вследствие чего, во-первых, он не мог быть заключен на вечные времена, а подлежал периодическому возобновлению, сопровождавшемуся разными кризисами; во-вторых, он не имел собственного органа, ни законодательного, ни административного. Периодически собиравшаяся генеральная таможенная конференция (нем. Generalzollconferenz) могла постановлять резолюции только единогласно.
Уже по окончании первого договорного периода в 1842 году возобновление союза на 12 лет могло состояться только после долгих переговоров и значительных затруднений. Со вторым договорным периодом совпадает 1848 год, с его политическими волнениями и борьбой за германское единство. Стремление упрочить материальное единение, выразителем которого до тех пор был таможенный союз, сказалось в 33-м параграфе германской-имперской конституции, принятой франкфуртским национальным собранием: «Германская империя образует одну таможенную и торговую территорию, окруженную общей таможенной границей, с уничтожением всех внутренних таможен, причём имперской власти предоставляется, посредством особенных договоров, присоединить к германской таможенной территории и другие страны и области, не принадлежащие империи».
В апреле 1852 года в Дармштадте состоялась встреча представителей государств Южной Германии в Дармштадте для выработки соглашения против возобновления таможенного союза, однако договор в следующем 1853 году был продлён ещё на 12 лет.
Хотя имперская конституция не осуществилась, мысль, выраженная в приведенном её пункте, продолжала влиять на умы и нашла для себя выражение в стремлении Австрии соединиться с Германией на почве таможенных интересов. После долгого сопротивления со стороны Пруссии, между ней и Австрией 19 февраля 1853 года был заключён торговый и таможенный договор на следующих основаниях:
- все запрещения вывоза и ввоза во взаимных торговых сношениях снимаются, кроме запрещения торговли табаком, солью и порохом;
- естественные произведения обеих стран полностью освобождаются от пошлин, фабричные же подлежат обложению по значительно смягченному тарифу;
- вывозные пошлины во взаимных торговых сношениях распространяются только на небольшое число товаров.

Договор был заключен на 12 лет, именно до 31 декабря 1865 года, причём предоставлено было присоединиться к договору как тем немецким государствам, которые вместе с Пруссией состоят в Германском таможенном союзе, так и тем, которые состоят в таможенном союзе с Австрией. На этом основании на Берлинской конференции 4 апреля 1853 года уполномоченными почти всех немецких государств было постановлено возобновить Германский таможенный союз ещё на 12 лет, присоединить к нему податной союз (нем. Steuerverein), состоявший из нескольких государств (Ганновер, Ольденбург, Брауншвейг и прочих) и составлявший до тех пор отдельную организацию, и заключить с Австрией торговый и таможенный договор.
Ещё до окончания третьего договорного периода таможенного союза, между Австрией и Пруссией возникли пререкания, грозившие разрушением союза. Пререкания эти произошли вследствие заключения Пруссией, в 1862 году, торгового договора с Французской империей, с предоставлением ей, в ущерб Австрии, прав наиболее покровительствуемой державы. Пререкания кончились изменением некоторых параграфов франко-прусского договора и заключением подобных же договоров с Австрией, Англией и Италией.
Австро-прусско-итальянская война 1866 года положила конец Германскому таможенному союзу. Между государствами вновь образованного Северо-Германского союза особое таможенное объединение было излишним, ввиду общего объединения, установленного союзной конституцией. Что касается четырёх южных немецких государств, то между ними и Северо-Германским союзом были заключены договоры, продолжившие существовавшее таможенное единение до конца 1877 года, с условием каждый раз его возобновлять на 12 лет. Однако, благодаря учреждению таможенного парламента (нем. Zollparlament), Германский таможенный союз потерял свой международный характер, а с основанием Германской империи в 1871 году был совершенно поглощен ею.